# Éric Carrière (humoriste)
Pour les articles homonymes, voir Éric Carrière et Carrière.
Éric Carrière, né le 21 mai 1957 à Gaillac (Tarn), est un acteur et humoriste français, qui forme avec Francis Ginibre le duo Les Chevaliers du Fiel.

## Biographie
Éric Carrière est l'auteur des émissions radios, télés et des dix spectacles des Chevaliers du Fiel, dont Le Détournement d’avion le plus fou de l’année, L’assassin est dans la salle (2008), Repas de famille (2007), La Brigade des feuilles (2009), Vacances d’Enfer ! (2010), Croisière d’Enfer ! (2013), Noël d'Enfer (2015) et de tous leurs sketches et chansons dont Les Coiffeuses, Les Chasseurs et leur célèbre Dans la Simca 1000.
On retrouve le duo au cinéma avec les films Repas de famille (2014), Les Municipaux, ces héros (2018) et Les Municipaux, trop c'est trop (2019) .
Il est aussi l’auteur ou le coauteur des quatre spectacles des Vamps, du one-man-show de Michel Galabru (2004), du spectacle de Chantal Ladesou (2009/2010), de la pièce Réactions en chaîne (2010) avec Jean-Marc Longval, Le Buzz toujours avec Jean-Marc Longval. Il coécrit et met en scène le premier spectacle de Vincent Moscato.
En 2016, Les Chevaliers du Fiel lancent Championnat du monde du cassoulet de Toulouse.